# سالاد شیرازی
سالاد شیرازی، مخلوطی از خیار، گوجه‌فرنگی و پیاز است. این مواد پس از این‌که به صورت نگینی و مساوی خرد شدند، با آبغوره یا آبلیمو، نمک، فلفل سیاه و نعناع خشک مزه‌دار می‌شود. اضافه کردن فلفل دلمه‌ای، جعفری، گشنیز و پیازچه نیز عطر و طعم خوبی به این سالاد می‌بخشد. در آشپزی ایران سالاد شیرازی در کنار بیشتر غذاهای ایرانی به عنوان پیش‌غذا مصرف می‌شود.
در بیشتر شهرستان‌های استان فارس به این سالاد، سالاد آبغوره‌ای گفته می‌شود که نشان دهندهٔ اهمیت وجود آبغوره در طرز تهیه اصلی این سالاد است.
در استان آذربایجان شرقی و غربی به این سالاد، سالاد سربازی گفته می‌شود، زیرا تنها با گوجه، خیار و پیاز به آسانی می‌توان تهیه کرد که اکثراً سربازها به خاطر آسانی درست میکنند.
این سالاد پرطرفدار در کشورهای دیگر نیز به نام سالاد شیرازی شناخته می‌شود.